# Girl Genius
Girl Genius (рус. Девушка-гений) — последовательно развивающийся комикс под авторством супружеской пары Фила и Кайи Фоглио, отпечатанный их компанией, Studio Foglio.
Десять выпусков комикса были опубликованы на официальном сайте. Сайт на настоящий момент содержит все изданные работы. Он состоит из двух частей, «Girl Genius 101» (самые старые работы, для тех, кто не читал «бумажную» версию) и «The Advanced Class» (текущая развивающаяся линия); обе части хорошо состыкованы, образуя единую историю. Новые страницы публикуются по понедельникам, средам и пятницам.

## Сюжет

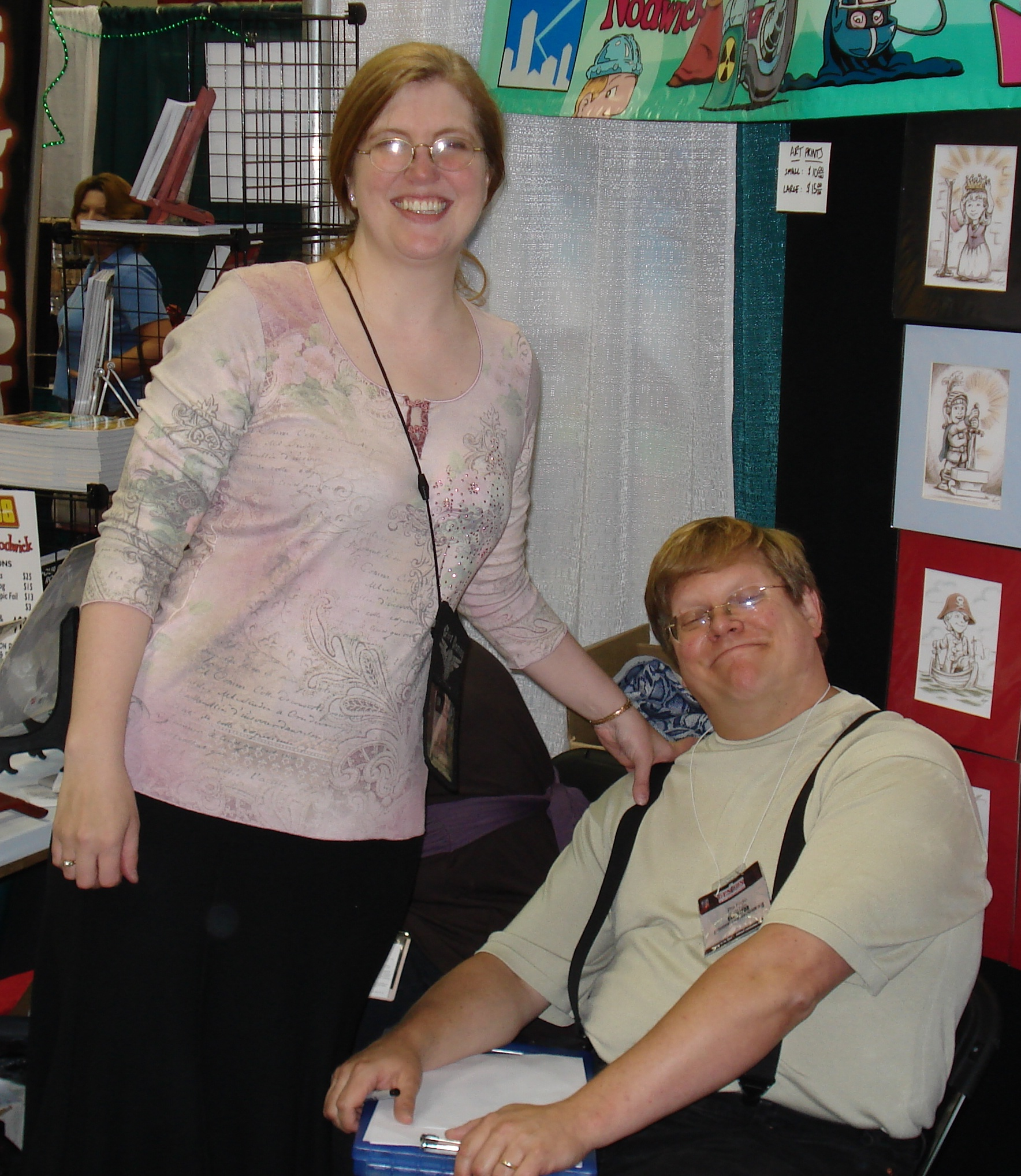
Авторы Girl Genius — Кайя и Фил Фоглио

Girl Genius — повествование в стиле стимпанк; как его называют авторы, «газоламповое фэнтези среди приключений, романтики и безумной науки» («a gaslamp fantasy with adventure, romance and mad science»), опирающееся на фантастическое «альтернативное развитие истории», сочетающее альтернативное развитие техники и существование так называемых «Искр» («the Sparks»), безумных гениев, обладающих сверхспособностями к одному или нескольким направлениям науки.
В комиксе в основном освещаются две династии «Искр»: «силовые миротворцы» Вульфенбах и безумные гении Гетеродин. Гетеродины — это очень древний род, на протяжении веков подчинявший себе все живое посредством своего злого гения, но в последнее время эволюционировавшие в сторону добра и закончившиеся героическими братьями Биллом и Барри Гетеродин, известными как «Парни-Гетеродины» («the Heterodyne Boys»). Гетеродинские Отпрыски стали объектом множества восторженных народных легенд и преданий разной степени достоверности (вплоть до детских сказок), но одинаково далеких от действительности.
Главный персонаж, Агата Гетеродин — единственный известный потомок, дочь Билла Гетеродина, оторванная как от родных родителей, так и от приемных. Она владеет родовым приемом династии, «гетеродинством», заключающемся в концентрации внимания на проблеме путём мурлыканья под нос песенки. В этом состоянии и без того впечатляющие инженерно-технические способности Гетеродинов расширяются ещё больше.
Большая часть героических усилий Гетеродинских Отпрысков по созданию и поддержанию в Европе «Золотого Века» была похоронена Искрой неизвестной природы и происхождения, называемой неопределенным термином «Иное» («the Other»). Иное обладало невероятными технологическими возможностями, включающими «Ос-Угнетателей» («Slaver Wasps»), насекомых, превращающих людей в зомбиподобных «Умертвий» («Revenants»), бессознательных существ, подчиняющихся воле Иного. Ос, способных зомбировать Искру, в то время не существовало из-за серьёзных отличий в мышлении между безумным гением и простым человеком (это свойство не очень хорошо изучено на начало комикса — так, главные герои, оба «искры», во время сражения с Осами на борту гигантского дирижабля собираются «в случае поражения убить себя, чтобы не стать умертвиями», зомбированные «искры» также фигурируют в сказках и легендах). В войне между Иным и родом Гетеродинов и те, и другие взаимоуничтожились, частично перейдя в подполье и исчезнув с людских глаз.
Барри некоторое время скитался с племянницей Агатой, воспитывая её до семилетнего возраста и затем тоже исчез, оставив её на попечение двоих «конструктов» (искусственных людей в стиле известного детища доктора Франкенштейна), созданных в своё время братьями и известных в широких кругах под именами героев известной пьесы Панч и Джуди. Лица Панча и Джуди намного менее известны, чем их имена, поэтому все трое смогли спокойно скрыться под именами Адама, Лилит и Агаты Клэй.
В начале комикса Агата носит медальон, о назначении которого (подавлять умственную деятельность) она не догадывается, учится в Трансильванском университете (довольно посредственно, несмотря на усердие), страдает мигренями, неловка и неуспешна в своих начинаниях. Случайно лишившись его, она буквально за один день меняется, мгновенно превращаясь в крупнейшую известную Искру и тут же попадая на глаза барону Клаусу фон Вольфенбаху, тирану-миротворцу, железной рукой удерживающему Европу от погружения в хаос тотальной войны. Клаус имеет в глазах общественности репутацию злодея и деспота; эта роль ему не очень-то нравится, но это единственный доступный ему, в его ситуации, способ предотвратить крах цивилизации. Клаус, бывший некогда претендентом на руку её матери, в курсе многих подробностей семейной жизни Гетеродинов и рассматривает Агату как главную угрозу с таким трудом удерживаемому миру. Клаус, в общем, не прав, но, увы, Агата против своей воли постоянно делает то, что все больше и больше убеждает его в его оценке.

## «Gaslamp Fantasy»
Кайя Фоглио вводит термин «Gaslamp Fantasy» (как альтернативный стимпанку) для описания своей работы. В своей записи в Живом Журнале она рассказывает историю термина:

Я назвала это Gaslamp Fantasy потому, что параллельно с нашей работой уже был известен комикс Steampunk и мне не хотелось никаких смешений. К тому же термин стимпанк мне никогда особо не казался подходящим, так как он происходит от термина киберпанк (который, в свою очередь, очень меткий), но в нашей работе нет «панка» как философии, да и «пар» не на главном месте. Я слегка переврала термин, происходящий от книги Генри Хаггарда, где тот обсуждает Жюля Верна, Герберта Уэллса, и пришла к «Gaslamp Fantasy». Я почувствовала себя немного по-дурацки, когда все это до меня дошло, но выражение подошло и прижилось.

Также «Фантазия в интерьере газовых ламп» отличается от «паропанка» тем, что не ограничивается одной техникой. Кроме роботов, называемых «Клац» (Clank), дирижаблей-городов, шагающих крейсеров и прочей техники там присутствуют биологические достижения научно-фантастической мысли — «конструкты», от человекоподобных до говорящих котов и мымонтов (мышиных мамонтов. Эти крошечные мамонты пасутся повсюду, периодически пытаясь погрызть где-нибудь провода или стащить сухарик. Авторы подтвердили догадку, что это разбежавшиеся и размножившиеся плоды чьих-то опытов).

## «Искра» («The Spark»)
«Искра» — центр вселенной комикса. Это то качество, которое делает человека безумным гением; также «искрой» называют самого человека, имеющего искру. Обычно передается по наследству, что, вместе с огромными возможностями, приводит к образованию династий.
В обычной жизни Искры не особенно примечательны, но умеют входить в состояние «сверхконцентрации», в котором сосредотачиваются на задаче настолько, что их возможности достигают фантастического уровня. Научная интуиция, полет мысли и способность заражать окружающих так, что они, как зачарованные, стоят «на подхвате» и помогают гению, позволяют решать сложнейшие задачи, но цена за все это — потеря (в первый раз — полная) рационального мышления, когда воплощение идеи становится важнее всего на свете. Из-за этого воплощение идеи в первый раз («прорыв», когда гений открывает себя) обходится «искре» очень дорого, часто даже стоит жизни: его творение убивает или его самого, или достаточное количество окружающих, чтобы уцелевшие уничтожили опасного творца. Многие неизлечимо сходят с ума, многие оказываются серьёзно покалечены. Прорыв «искры» у ребёнка считается безусловно фатальным, так как детский разум не может справиться с нагрузкой. Единственное исключение — сама Агата Гетеродин, которая неизбежно должна была погибнуть, будучи на момент «прорыва» ещё ребёнком, но из-за своевременного создания Барри «противомозгового медальона» «прорыв» оказался отложен до зрелого возраста и превратился в создание профессиональной, аккуратной конструкции, действие которой ограничилось несколькими синяками — и переворотом в европейской политике.
Кроме научного гения, «искра», вероятно, влияет на физические возможности человека. Так, Отар способен выжить после падения с высоты в несколько километров, Гильгамеш Вольфенбах исключительно ловок, но объектом «чистого эксперимента» оказалась только сама Агата. Она дважды имела конфликт с Молохом фон Цинцером в течение одних суток и дважды ударяла его попавшими под руку предметами. Лишенная «искры», она сумела только его разозлить, а следующим утром, когда он напал на неё спящую, она — уже будучи «искрой» — отправила его в глубокий нокаут одним ударом раньше, чем окончательно проснулась. Кроме этого, той же ночью накануне она конструировала свою первую машину (это был её «прорыв»), без труда оперируя колоссальных размеров стальными деталями. Косвенно эту зависимость подтверждает и одна из героинь, обратившаяся к Агате со словами «Я слышала, что из вас, Искр, гвозди можно делать».
Большая часть «искр» мгновенно обрастают поклонниками и приспешниками, образуя правящий клан. Кланы имеют свои гербы (гетеродиновский трилобит, вольфенбаховская крылатая ладья), и обычно жестко конкурируют друг с другом, вплоть до родовых войн. До самого последнего времени, конфликты как кланов так и отдельных «искр» раздирали Европу на части почти непрерывно на протяжении столетий, опустошив огромные территории; этот период получил название «Долгой Войны». Несмотря на то, что большая часть научных достижений «искр» носит чисто военный характер, они способны к колоссальным достижениям, таким, как создание невероятных существ и даже самой «жизни в пробирке», живого из неживого.

## Мир
Основное действие происходит в альтернативном варианте Европы (в английском оригинале, вместо обычного «Europe» используется изменённое «Europa», подчеркивая отличия от нашего мира), раздробленной на множество небольших государств, провинций и городов, обычно управляемых сильными Искрами. Такое положение дел стало следствием Долгой Войны — практически бесконечной череды конфликтов как между отдельными Искрами так и между целыми династиями, продолжавшихся на протяжении нескольких столетий. В ходе этой бесконечной войны всех со всеми, огромные области континента были опустошены, наводнены смертельно опасными существами и явлениями, и прозваны «Пустошами».
Крупных государств в Европе практически не существует. В далеком прошлом, легендарный «Король Бури» Адроник Валуа сумел временно объединить Европу и остановить набеги и завоевания безумного клана Гетеродинов, но его империя распалась после исчезновения Адроника. В дальнейшем, Европа оставалась раздробленной и поглощенной бесконечными войнами вплоть до становления в недавнем прошлом «Pax Transylvania» — империи (по сути, конфедерации) Клауса Вульфенбаха. Единственным крупным и стабильным государством Европы является Великобритания, последние столетия находящаяся под властью «Её бессмертного величества» королевы Альбы, одной из сильнейших Искр в истории. Также следует отметить нейтральный город Париж, находящийся под покровительством, вероятно, сильнейшей Искры Европы - мастера Вольтера.
Мир за пределами Европы изучен слабо. Регулярного трансатлантического сообщения не существует, и путешествия в Америку предпринимаются только в виде отдельных экспедиций. Известно о существовании множества отдельных государств, легендарных «затерянных» городов и стран на других континентах.

## Персонажи

### Агата Гетеродин (Агата Клэй)
Агата Гетеродин, также известная как Агата Клэй, главная героиня комикса. Крупнейшая «искра» своей вселенной, она специализируется на технике, не имея особых успехов в биологии. Особенно у неё удаются «клацы» и разного рода силовые установки. Среди силовых установок можно отметить ремонт авиационного двигателя за те минуты, пока падал неисправный самолёт, и создание разрядника для уничтожения ос-угнетателей за ещё более короткое время боя, а среди «клацев» — её верного спутника Дингбота, весьма смышленого робота размером с два её кулачка, способного к самовоспроизведению. Предоставленный сам себе, он создает множество мелких «клацев» чуть похуже, которые, в свою очередь, тоже размножаются вплоть до вырождения (которое и снижает темпы этой железной пандемии, впрочем, первые поколения продолжают производить потомков). Дингбот с потомками имеет огромную производственную мощность; в частности, он незаметно для всех превратил все фургончики передвижного цирка мастера Пэйна (ниже) в звено «клацев», способных противостоять самому Вольфенбаху. Металлическая «эволюция» Дингботов иногда бывает чревата непредвиденными последствиями — например, неожиданно возникшей «борьбой за власть», когда два Дингбота начали выяснять, который из них «настоящий». Для купирования этого эффекта пришлось создать «Царя Дингботов», сконструированного как «супер-лидера», сумевшего быстро объяснить двоим спорщикам, что «главный тут он, а они оба рядовые экземпляры».
«Искра» Агаты была подавлена медальоном, врученным ей в детстве дядей Барри. Он велел ей никогда не снимать его, мотивируя это тем, что он её «защищает» — по большей части от себя самой, о чём он умолчал. Продемонстрировав готовность к «прорыву» в пятилетнем возрасте, она повергла его в шок, и он пожертвовал её гениальностью, чтобы спасти её жизнь. Медальон в качестве «побочного эффекта» нарушил память и сон: лишившись его, она вспомнила во сне «как вчера» события многолетней давности, предшествовавшие непосредственно вручению медальона, но, к счастью, не забыла полученного с медальоном образования, и, кроме того, первое время (включая «прорыв») работала во сне, в сомнамбулическом состоянии. Вероятно, её физические способности также изменились с утерей медальона; в частности, движения стали намного более ловкими, она начала легко управляться с очень крупным и тяжелым оборудованием и оружием, и внешне вскорости стала чуть более плотной и крепкой. Последнее, однако, трудно достоверно связать с сюжетом, так как в тот момент авторы перешли от черно-белых публикаций к цветным, что значительно изменило стиль рисунка.
Будучи дочерью героического Билла Гетеродина и злодейки Лукреции Монгфиш, «обращенной» Биллом на сторону добра, Агата унаследовала геройские мотивации Билла, его технический гений, его умение повести за собой людей, блестящую внешность Лукреции и её способности к борьбе за жизнь. Столь «конкурентоспособная», но лишенная собственной империи, она тут же стала мишенью для множества «искр», рассматривавших её как опасного врага или ценного члена свиты. Клаус фон Вольфенбах поместил её в свой летающий замок, Отар вообще сначала собирался её уничтожить, но потом изменил своё к ней отношение и, прощаясь, напророчил ей грандиозное и героическое будущее.
Статус и способности Агаты определённым образом сказываются на её возможностях выбора спутника жизни. Ей сложно строить отношения с простыми людьми, но, будучи искрой, она вхожа в круги, открывающие ей совершенно недоступные для остальных связи. Увы, власть, которую имеют «искры», привносит в любой роман совершенно чуждые нотки политического союза (и вообще политических отношений).

### Иное (the Other)
Иное — условное название, присвоенное неизвестному врагу, внезапно напавшему на замок Гетеродин, и, в дальнейшем, уничтожившему большую часть сильнейших династий Искр. В своих атаках, Иное использовало методы и технологии, принципиально отличные от известных кому-либо в Европе, включая кинетические бомбардировки и инсектоидные формы жизни, способные вселяться в человека и подчинять его воле Иного. Парни-Гетеродины пытались остановить нападения Иного, и, видимо, преуспели в этом, так как атаки прекратились примерно одновременно с их исчезновением. Однако, Иному удалось практически полностью разрушить привнесенный Гетеродинами в Европу период мира; сильнейшие династии Искр были уничтожены, и новый период хаотической борьбы за власть и войны всех-против-всех продолжался вплоть до возвращения Клауса Вульфенбаха.
Иное, а точнее — Иная, оказалось матерью Агаты, Лукрецией Монгфиш. Неизвестно пока, имеет ли Иное внешнее происхождение и вселилось в Лукрецию, как и в Агату, или сама Лукреция и есть Иное, а её переход на сторону добра был притворством (впрочем, технологии и возможности Иного резко возвышались даже над величайшими Искрами своего времени, что заставляет сомневаться в этом). Иное создала машину, позволяющую вселить саму себя в подходящий мозг, создала и «подходящий мозг» в виде дочери Агаты, но план оказался на грани срыва из-за привычки Агаты мурлыкать под нос, отключаясь от всех посторонних раздражителей, включая Иное в собственном мозгу. Концентрируясь, Агата переходит в своё нормальное состояние, помня многое из того, что сделала, будучи Иным (обратное неверно, что дает Агате огромное преимущество над «квартиранткой»). В этом состоянии Агате удается обычно разрушить её планы. В конце концов, состояние удалось зафиксировать путём возвращения Агате подавляющего мозг медальона, действие которого подавило Иное, а вот сама «искра» была уже слишком сильной и устояла против действия своей, ещё детской, «игрушки».
Иное вообще представляет собой целый набор загадок и интриг: Тарвек и Зола в диалогах с ней постоянно упоминают родственные с ней связи, то есть как минимум «содержимое» Иного (даже если оно имеет внешнее по отношению к Монгфиш происхождение) им хорошо знакомо и происходит от кого-то из их родни, копии личности Иного внедряются как в «клацев», так и в, к примеру, Агату и даже Золу, причём в последнем случае прошедшая специальную подготовку Зола усилием воли подавляет Иную и начинает анализировать её память (к ужасу остальных копий Иного). Иное, несмотря ни на что, подвержено такой эмоции, как страх: ощущая приближающуюся смерть удушаемой Агаты, она побоялась погибнуть вместе с врагом (несмотря на остальные копии себя) и перестала управлять её телом на некоторое время.

#### Осы-угнетатели (Slaver Wasp)
Осы-угнетатели представляют собой крошечные инсектоидные формы жизни (предположительно, искусственного происхождения), способные вселяться в человека и подчинять его разум и волю приказам Иного. Являясь основным орудием Иного, осы-угнетатели порождались биомеханическими устройствами, называемыми «улей-цех»; десантируемые после предварительной бомбардировки, ульи-цеха производили рои ос-угнетателей для подчинения людей, и гораздо более крупных ос-воинов для подавления сопротивления.
В период нападений Иного, и долгое время после считалось, что вселение осы в человека приводит к превращению такового в неуклюжего, безмозглого, похожего на зомби монстра, называемого «умертвие» (revenant). Правда, однако, оказалась намного страшнее. Неуклюжие зомби-подобные монстры являлись лишь случайной погрешностью; подавляющее большинство зараженных осами людей продолжало выглядеть и вести себя как прежде — за тем лишь исключением, что они отныне беспрекословно исполняли любой приказ Иного. Истинные масштабы заражения осами населения Европы неизвестны.
Все осы-угнетатели (как и осы-воины), а также все умертвия беспрекословно подчиняются приказам Иного; что интересно, также беспрекословно они подчиняются приказам Агаты, причем даже до того, как Лукреция вселилась в её тело.

#### Гейстердамен (Geisterdamen/Weibdamen/Spider Riders)
Призрачно-белые женщины со светящимися белым светом глазами, свита Иного. Название указывает на главный «гужевой транспорт», принятый в их среде — гигантского паука. Голос Агаты, даже в её обычном состоянии, оказывает на них совершенно магнетическое действие (как и на ос-угнетателей и умертвий). Лишь немногие Гейстердамен способны сопротивляться её приказам, и тем это стоит настолько больших усилий, что они теряют способность к быстрым и активным действиям (чем Агата воспользовалась в драке с их предводительницей, прекрасно вооруженной и явно превосходящей её физически многократно; Агата отдавала ей приказы сдаться, из-за чего движения её стали медленными и вымученными, и жестоко избила грозную воительницу обыкновенной метлой).

### Омар и Молох фон Цинцеры (Omar and Moloch von Zinzer)
Братья-дезертиры, промышляющие кражами, грабежами и разбоем. Послужили инициаторами всех событий, поваляв Агату в грязи и ограбив её, причем выбрав самую неудачную вещь, что могли — медальон, подавляющий мозг. Оба жестоко поплатились за это — Омар пострадал от действия медальона (тот подавил его мозг до состояния «овоща»), а Молох от бездействия (ставшая «искрой» Агата задала Молоху заслуженную трёпку). Омар, носивший весь день медальон с собой в поисках удачного сбыта, глупел на глазах, впал в детство, перестал ходить, затем узнавать брата, ориентироваться в пространстве и говорить. Впадая в кому, он удачно уронил в последний момент медальон (судя по всему, было поздно и из комы он не вышел). Молох, решив, что девушка специально подбросила его им, чтобы их уничтожить, в ярости напал на спящую Агату. Придя в сознание на полу через пару часов (сонная девушка стукнула его ключом), он тут же попал в лапы огромного клаца, сделанного Агатой специально для их поимки. К счастью, клац предназначался только для отлова братьев, а не уничтожения (Агата собиралась взгреть их лично, в чём частично преуспела), поэтому они успели частично прояснить недоразумение прежде, чем попали в плен Клаусу, шедшему по следам клаца. Изначально он принял за «искру» Молоха, а Агату (не признав в ней сначала Гетеродина) счел его помощницей и любовницей, что позволило вынужденным союзникам некоторое время морочить Клаусу голову.
Впоследствии Молох оказался в Замке Гетеродин пленником, где вновь встретился с Агатой, получил наконец-то от неё прощение за все свои безобразия и стал для неё кем-то вроде оруженосца. Следует отметить, что инициатором ограбления был не он, а покойный Омар, поэтому основания для его прощения у девушки были.
Впоследствии Молох признается замком и Агатой как «главный подмастерье леди Гетеродин», кои дают ему право командовать группой ремонтирующих замок Гетеродин и ремонтными бригадами, приводящими в чувство оборону освобожденного Механиксбурга. Что ему совершенно не нравится — он постоянно говорит о том, что сбежит «на первом же дирижабле» (после — на своих двоих, бегом), но, тем не менее, даже не пытается. Тем не менее, ему удается восстановить питание замка и оборонительных систем, и провести небольшой отряд под руководством Агаты по кишащему врагами городу.
Появление Агаты и атака Механиксбурга поменяли его характер: вместо недалекого неудачника Молоха, показанного при первой встрече в замке Гетеродин и в начале истории, сначала появляется фон Циннер — решительный начальник всего и вся, способного чинить, который с энтузиазмом берётся за починку энергосистемы замка и обороны города, затем Циннер — циничный и прямолинейный парень, взирающий на пылающие руины и их образование из-под полуприкрытых век, подобно авиатору Хиггсу.

### Парни-Гетеродины (Heterodyne Boys)
Герои, остановившие (по крайней мере, на время) «Долгую Войну» и тем реабилитировавшие фамилию в глазах общественности. Для Агаты — папа Билл и дядя Барри. Кроме своих подвигов, известны тем, что Билл «обратил в свою веру» злодейку Лукрецию Монгфиш, отбив её к тому же у тогда ещё юного Клауса Вольфенбаха, что привело к созданию семьи Агаты. После войны с Иным, которой оказалась сама Лукреция, они бесследно исчезли. Барри через некоторое время вернулся, заботясь об Агате несколько лет, после чего снова исчез в неизвестном направлении. В ходе «семейной разборки» всеевропейского масштаба оказался разрушен ещё один герой произведения, живой разумный фамильный замок Гетеродинов.
О Парнях ходят легенды разной степени достоверности и наивности, от театральных драм до детских сказок, такие, как «Парни-Гетеродины и Пневматическая Устрица», «Парни-Гетеродины и Гонка до Западного Полюса», «Парни-Гетеродины и Атлантические Турбины», «Парни-Гетеродины и Марсианский Дракон». Агата играет в одной из таких драм собственную мать (Ларс, что интересно, играет там её отца, Билла Гетеродина).
Подавляющее большинство даже на первый взгляд серьёзных легенд относится к категории народных баек, остальные перевраны до неузнаваемости.

### Барон Клаус Вульфенбах (Baron Klaus Wulfenbach)
«Искра» с особенно острым интересом к самой природе «искры». Миротворец, в области чего дружил и сотрудничал с Биллом и Барри (фактически соответствуя роли «стереотипного помощника стереотипного супергероя»). Исчез из поля зрения после того, как Билл отбил у него Лукрецию, которая напоследок подсыпала ему снотворного (чтобы тот не смог испортить свадьбу). Вернувшись через некоторое время после войны Иного и исчезновения Гетеродинов, (уже с сыном Гильгамешем, что определённо говорит о том, что у Лукреции тоже были достойные конкурентки), он оценил творящийся в Европе хаос и железной рукой приступил к наведению порядка. Действуя по английской пословице «пока двое дерутся, победу уносит третий», барон быстро захватил небольшую область и подавил в ней внутренние конфликты. Вынудив местных «искр» к союзу, он расширял «подведомственную территорию», пока не установил в большей части Европы свой режим — толерантный ко многому, кроме попыток устраивать на местах «разборки за власть». Поскольку последнее составляет смысл жизни мелких властолюбцев, барон с их подачи прослыл в широких массах тираном, но от своего не отступился и Европа начала подниматься из руин тотальной войны.
На барона работают некоторые незначительные «искры», добровольцы, пленники, «конструкты» и «клацы». Он покинул родовое имение и переселился в огромный город-дирижабль, Замок Вульфенбах, дававший стратегическое превосходство над противником.
Барон очень тщательно учит всяким премудростям, от научных до политических, своего сына, также «искру», Гильгамеша. Несмотря на то, что тому недостает для правления империей жесткости характера, он все-таки лучший кандидат на роль наследника. Вероятно, вдвоем с Агатой они смогли бы выдержать эту ношу; однако барон питает против Агаты предубеждение, которое крепнет с каждым её движением. Во-первых, он опасается свойства Агаты легко и молниеносно «обрастать» друзьями и союзниками, набирая политическую силу с беспрецедентной скоростью; во-вторых (и это, пожалуй, главное), он видит в ней потенциальную продолжательницу страшного дела матери, Иное. Барон, увы, ещё не разобрался в тонкостях обитания двух характеров в одном теле, да и, скорее всего, пожертвовал бы Агатой ради спасения мира. Зато он вполне подтвердил свои подозрения, видя одержимую Иным Агату в действии, и более того, будучи зараженным особой, уникальной Осой-Угнетателем, способной поразить даже «искру». Некоторое время он был зомби, причем особого, высокого класса, внешне неотличимого от нормального человека и даже не осознающего своей зомбированности, но, едва Иное утратило власть над телом Агаты (она надела медальон), оно утратило власть и над ним. В результате он едва не убил и без того пострадавшую девушку, и, увы, его вполне можно в том понять.
Преследуя Агату, барон готов пойти на крайне непопулярные меры — разрушить Замок Гетеродин, в котором она скрылась, жемчужину города Механиксбурга, а когда это ему не удалось — принял решение уничтожить весь Механиксбург. Благодаря помощи друзей, Агата сумела в последний момент восстановить работоспособность Замка Гетеродин, тем самым приведя в действие деактивированные защитные системы города и наголову разгромив армию Клауса. Все ещё полагая, что Агата и Иное одно и то же, и опасаясь, что заполучив контроль над Механиксбургом она станет непобедимой, барон пустил в ход последнее своё оружие; лично десантировавшись в Механиксбург, он активировал устройство, локально остановившее время и «заморозившее» весь город со всеми находившимися в нём (включая самого Клауса, но, как выяснилось, не включая Агату и Кроспа). По мнению Замка Гетеродин, остановив время, барон «превзошел в авантюризме даже Гетеродинов», так как нарушение хода времени привлекло внимание чрезвычайно опасных существ из иных планов бытия.

### Гильгамеш Вульфенбах (Gilgamesh Wulfenbach)
Гил, как его называют друзья — сын Клауса, сильная «искра». Увлечённый инженер, он не особенно склонен к политике, но в чём-то, напротив, способнее своего отца: он намного упорнее и терпеливее. Особенно это видно на примере исследовательского подхода: Клаус уничтожил нескольких особо опасных и бездарных «искр», препарируя их мозг в поиске первопричины их гениальности, Гил же, исследуя старое устройство авторства Гетеродинов, «не стал ломать его только для того, чтобы узнать, чем оно было до вскрытия» (это спасло впоследствии его жизнь, когда Агата помогла ему разобраться с устройством и создала на его основе оружие).
Гил весьма рано открыл в себе «искру» (хотя и позже Агаты, которая выжила только благодаря медальону — она открыла в себе «искру» смертельно рано), создав в восемь лет себе друга-«конструкта» — инсектоида Зоинга, ростом взрослому человеку по колено. Симпатичное создание с усиками и клешнями с тех пор помогало ему в лаборатории.
Гила и Агату быстро свела любовь к науке, затем переросшая в любовь друг к другу. Когда Агата «прикинулась мертвой», чтобы избежать преследования барона, Гил впал в длительную депрессию, зарос щетиной и сконцентрировался на спасении её разорванных на части при её побеге приёмных родителей, Панча и Джуди. Узнав от отца, что Агата жива (и выслушав кучу обвинений в умственной неполноценности), Гиль тайно послал своего друга Вустера, чтобы тот вывез Агату в Лондон «от греха подальше».

### Отар Тригвассен (Othar Tryggvassen)
«Отар Тригвассен, авантюрист и джентльмен!» — так он провозглашает почти каждое своё появление.
Совершенно комедийный персонаж. Средних лет, но то ли белобрыс, то ли рано поседел. Имя и фамилия — явная отсылка к Олафу Первому Трюггвасону, но «Отар» — имя грузинское, что добавляет его образу забавной неразберихи. Являясь стереотипной пародией на супергероя, он поставил перед собой цель «уничтожить всех безумных учёных, чтобы спасти человечество, и закончить самим собой» (Отар тоже несёт в себе «искру»). По этой причине он попал к Клаусу на операционный стол, но исследовать его мозг Клаус не успел — Отар сбежал не без лёгкой помощи Агаты, которой предлагает место «героической подручной». С одной стороны, его «миссия» принесла ему дешёвую популярность в широких массах, с другой — ненависть тех, кто не согласен с его точкой зрения.
Отар фантастически живуч. Когда он «спасает Агату из плена Гильгамеша» (на самом деле испортив ему последнюю возможность не слишком неуклюже признаться в любви), его вскорости скидывают с борта летающего города. На свои возражения Агата слышит: «В его жизни были вещи и похуже, когда ты с ним получше познакомишься, ты его тоже откуда-нибудь сбросишь». Действительно, вскоре Отар настолько изводит Агату своими идеями и дурацкими поступками, что она спихивает его с борта дирижабля.
После второго удара об землю Отар меняет свою оценку Агаты, видит в ней (судя по всему, обоснованно) «положительную супергероиню», продолжательницу дела Билла и Барри и вообще спасительницу человечества. Агата возражает (хотя чувствует на этот раз его правоту), утверждает, что просто борется за «себя любимую», но он, прощаясь, отвечает ей — «ничего, встретимся через полгодика — посмотрим, кто был прав».
Когда они встречаются снова, Отар по приказу Вульфенбаха (ослушаться который ему помешает взрывоопасный ошейник) идет в замок Гетеродин на поиски и доставку Гила, но его младшая сестра, Сана, занявшая вакантное место «героической подручной», вместо Вульфенбаха-младшего ловит и доставляет на замок Тарвека. Так как миссия Отара закончена — Гил объявился сам — герой отправляется обратно в город, где местами помогает Агате.

### Кросп Первый (Krosp I)
Император Всея Котов. «Конструкт», кот с интеллектом полководца, говорящий, прямоходящий, полидактильный, длиннопалый. Изначально созданный с целью использовать кошек в военных целях, он теоретически соответствовал требованиям — одинаково легко общался с людьми и кошками, занимал доминирующее положение в любой стае, но показал исключительную глупость затеи — остальные кошки умнее от его присутствия не стали, и он просто оказался в положении хорошего дрессировщика, способного направлять животных не лучше, чем остальные люди с обычным человеческим телом.
Кросп — вернейший последователь Агаты, спасенный ей от «утилизации» и часто помогающий ей. Он легко притворяется обычным котом, что дает ему преимущество, но ужасно боится воды, в которой Агате регулярно приходится плавать.
Кросп циничен, но нередко оказывается самым здравомыслящим персонажем в любой немыслимой ситуации. Цинизм Кроспа иногда коробит: так, он заткнул клаца-хватайку (которому было все равно, кого поймать, лишь бы поймать кого-нибудь), бросив ему в клешни подвернувшуюся девочку (убедившись сначала, впрочем, что клац не повреждает добычу).
Как выясняется позже, из-за описанной выше проблемы с кошачьим разумом для Кроспа была создана армия разумных боевых медведей, которые были потеряны и считались легендой. Медведи тем временем искали своего командира, не верившего в их существование, и тщательно прятались от Вольфенбаха. В конце концов Кросп (со словами «Мои мишки! Вы действительно существуете!») воссоединяется со своими подчинёнными, которые оказались в тот момент очень полезны.

### Зита (Zeetha)
Амазонка, имеющая от природы зеленые волосы. Дочь Балды, потерянная принцесса затерянного города Скайфандера. Будучи направленной в экспедицию, она подцепила лихорадку и провалялась в бреду в плену у воздушных пиратов. Выздоровев и перебив их, она обнаружила, что найти дорогу обратно не представляется возможным, и пристала к бродячему цирку. Немедленно вцепилась в Агату как утопающий в соломинку, как только та сказала, что знает о самом существовании Скайфандера (доселе никто из встреченных людей о нём даже не слышал). Увы, Агата только слышала о нём от дяди Барри.
Контакты Клауса со Скайфандером точно не известны, но он подозревает, что конечной целью зитовского «попутешествовать» было уничтожение Гильгамеша. Судя по всему, подозрения его столь же беспочвенны, сколь и в отношении самой Агаты.
Кроме надежды найти дорогу домой, Агата для Зиты является ещё и дважды спасительницей: Агата уничтожила напавшего на цирк «клаца» (чем спасла практически всех его актёров) и застрелила чудовищного кономонстра, прибившегося к бродячему цирку, когда Зита была уже в его щупальцах. В качестве «благодарности» Зита сделала Агату своей ученицей. Первый видимый эффект свелся к тому, что Зита загоняла её бесконечными тренировками и побудками на рассвете, после чего Агата начала активно отстаивать своё право на отдых. Зита не считает, что достигла каких-то впечатляющих успехов в тренировке, хотя опыт стычек Агаты с криминальными элементами явно показывает её большие успехи в рукопашном бою, а будучи одержимой Иным и плюс получив некий допинг, Агата стала смертельно опасна даже для своей наставницы.
В результате взаимодействия фандома с авторами выявился значительный спойлер. Авторы провели конкурс, призом которого была возможность заказать у авторов портрет любого персонажа. Победитель выбрал Балду Скайфандерского.
На портрете, представленном в ответ супругами Фоглио, красовался не кто иной, как Клаус Вульфенбах, он же великий воин Балда Скайфандерский, гордый отец двоих детей — Гильгамеша и его сестры Зиты. Огромный кусок сюжетной интриги стал известен фэндому преждевременно. Впрочем, причины опасаться за Гильгамеша стали только загадочнее.

### Ардсли Вустер (Ardsley Wooster)
Юный «Джеймс Бонд», он работает на Её Величество, шпионя за Гилом. Тем не менее, Гил поддерживал с ним дружбу и не раскрывал того, что давно «раскрыл» Вустера и легко держит его в информационном вакууме. В критический момент Гил воспользовался этим, чтобы обескуражить Вустера и заставить его позаботиться об Агате. В качестве дополнительного «стимула» Гил пообещал стереть Англию с лица земли, если тот его подведет. Однако Агата отказалась бежать из центра событий отсиживаться в Лондоне, в результате чего Вустеру пришлось последовать за ней, дрожа за свою родину каждый раз, когда Агата героически рискует собой.

### Ягермонстры/Ягеры (The Jägermonsters/Jägerkin)
«Охотящиеся твари», созданные кем-то из ранних Гетеродинов. Исключительно привязаны к Гетеродинам, храбры и бесшабашны в бою. Инстинкт самосохранения заменен у них чем-то типа «инстинкта победы», и они заботятся о собственной жизни только потому, что она необходима им для победы над врагом. При Гетеродинах, предшествующих Парням-Гетеродинам, они прослыли как монстры, убивающие по приказу своих хозяев, не особо заботящихся о жизни других. После исчезновения Гетеродинов, большинство ягеров вынуждены были пойти на службу к барону Вольфенбаху, иначе, даже несмотря на их необыкновенные боевые и индивидуальные способности каждого (например, контролируемая пигментация у ягер-генерала Гкики, обостренный нюх у Димо, и так далее), их бы уничтожили по старой памяти. Но некоторые остались искать вероятных уцелевших потомков династии, таким образом храня данную ими клятву о служении Гетеродинам и позволяя другим вступить в армию Клауса Вольфенбаха. Четверым повезло: они нашли Агату, после чего стали верно сопровождать её везде, пока она не была признана Замком.
Ягеры узнают Гетеродинов по голосу и запаху. Так, даже вполне воспитанные Их Высокоблагородия ягер-генералы не удержались от того, чтобы тихо обнюхать Агату, наслаждаясь ароматом её тела. Тем не менее, известен один ягер, капитан Воул, лишенный этой привязанности и преднамеренно (а не от безысходности) ушедший на службу к барону. Воул ненавидит Гетеродинов.
Ягеры говорят с сильным акцентом, похожим на немецкий и немного на русский. В их речи отсутствуют звуки, которых нет в этих языках: «The bloody combat» ягер произносит как «да блади комбат», «where» как «вере» и тому подобное. Они носят различные имена, в том числе болгарские (Огниян), русские (Максим и Димо), голландские (Йенка). В речи Димо встречается слово «piroshki», что указывает на его «национальную принадлежность», окончание же, видимо, исказилось при ассимиляции: во многих языках мужские имена в принципе не могут оканчиваться на «а». Женщины-ягеры встречаются крайне редко. На настоящий момент известны Йенка и Маман Гкика. Гкика столь же талантлива в военной медицине, сколь ягеры мужского пола в боевых искусствах.
Ягеры исключительно живучи, кроме этого, они редкостные долгожители (несмотря на свой героизм, они редко гибнут в боях). Ягеры исключительно высоко ценят головные уборы: потеря головного убора (фуражки, кивера или просто шляпы) для ягера большой позор. Однако, Максим накрывает погибшего Ларса своей шляпой в знак того, что «воинская доблесть этого человека равна доблести ягера».
Ягеры производились из людей, по легендам — в результате выпивания «ягер-пойла». Себя ягеры называют, склоняя глаголы (по-английски) в неодушевленном роде (ближайшим, но неточным, русским эквивалентом был бы средний род), то есть говорят «I is Jäger».

### Бангладеш ДюПри (Bangladesh Dupree)
Неунывающая маньячка, бывшая капитанша воздушных пиратов, в одночасье потерявшая всех подчиненных. Ныне командир ВВС Вольфенбаха, который «и впрямь умеет подбирать подходящих чудовищ для своих целей». Патологически жестока, но каким-то невинным образом: похоже, она просто не представляет себе, что такое боль, из-за каких-то отклонений в организме.
Её восторги и постоянные пожелания по поводу предстоящего кровопролития переполнили чашу терпения начальства, и, воспользовавшись тем, что ей свернули в драке челюсть, ей зашили рот (все равно командовать на время лечения ей было некем). Некоторое время она выполняла роль немого, но верного телохранителя раненого в бою Клауса. Её попытки растолковать что-то окружающим были в тот период отображены в диалогах комикса в виде ребусов, так, простая попытка окликнуть собеседника изображена в виде колхозника с вилами и стога сена с восклицательным знаком (англ. «сено» — «hay», читается «эй»).

### Неудержимый Хиггс
Аксель Хиггс, помощник машиниста третьего класса. Хиггс молод, носит матросскую косицу и бакенбарды. Главные отличительные черты — постоянное невозмутимое выражение лица и полуприкрытые глаза. Знакомство с Хиггсом начинается во время сражения на борту захваченного ядовитыми монстрами дирижабля. Разбуженный пожарной тревогой Хиггс обнаруживает, что монстры уничтожили весь экипаж. Хиггс уничтожает монстров и спасает раненых Клауса и ДюПри, причем пиратку при этом приходится несколько раз оглушать ударами по голове, так как она пытается (в невменяемом состоянии) напасть на Хиггса. Выражение лица Акселя всего несколько раз теряет свою невозмутимость: когда ему ломают обе руки и обе ноги, когда на него несется отступающее войско, грозя его раздавить и когда он слышит о межвременных монстрах, что опять пришли в Механиксбург. Только в эти моменты веки Акселя поднимаются полностью, а события меньшего масштаба явно не заслуживают такого внимания с его стороны. Тем не менее, это не останавливает Неудержимого Хиггса, и он спасает Клауса и мерзкую психопатку, а заодно и себя самого.
Судя по дальнейшим реакциям Хиггса, по натуре он все-таки пацифист и не стремится ни к воинской славе, ни к геройским подвигам, но жизнь постоянно принуждает его к «суперменской» деятельности. Так, он последовал вместе с Гильгамешем в Замок Гетеродин, полный охранных систем, уничтожающих все живое, и вдребезги разбил там одним ударом боевого «клаца», с которым до этого не могла сладить Зита. Судя по всему, из живых существ боевые качества Хиггса уступают только специализированным конструктам.
Так же он зачислен в армию её величества (в подводной Англии), как умелый моряк или артиллерист, или что то в этом духе... невысокого ранга. Незаметный. Да и, наверное, в подобном качестве он есть в списках половины Европы. Всё-таки теория что Хиггс это ягер-генерал, отвечающий за разведку, получила прямое подтверждение.

### Замок Гетеродин
Гигантское одушевленное здание, унаследовавшее зловещую личность своего создателя, маньяка-учёного Фауста Гетеродина. Многие поколения служил злодейской династии, потом, с появлением героев Билла и Барри, был вынужден, подчиняясь их приказам, держать свои кровожадные замашки в узде. После повреждения его Иным замок распался на двенадцать (или более) личностей, одна из которых, главная, контролирует основную часть замка, остальные же настолько малы, что не у всех хватает мощности искусственного интеллекта даже на синтез речи, а на более-менее осмысленное поведение вообще способен только один из «осколков».
Пытался убить Клауса, истолковав приказ Агаты наиболее удобным и приятным для своего кровожадного нрава образом. Перечил ей, в том числе тогда, когда от этого зависела жизнь её и её друзей. Взвесив всё вышеперечисленное и сопоставив с перспективой постоянно держать в узде его кровожадные замашки, Агата сочла, что старый кровожадный AI-маразматик ей не нужен, и убила Замок Гетеродин, в дальнейшем вернув его к жизни, используя последнюю «оставшуюся в живых» часть, скрывавшуюся внутри Музы Защиты.

### Авторы
Среди прочих героев авторы спрятали самих себя. Их можно увидеть на местной радиостанции, где они зачитывают в эфире трэшевую радиопостановку «Месть Ласковой королевы» с Агатой, Зитой, Отаром и Кроспом в главных ролях. Оскорбленная Агата с товарищами врывается на радиостанцию, но авторы успевают сбежать. Дождавшись, пока Агате станет не до них из-за стремительно разворачивающихся событий, они снова продолжают развивать в эфире свой ужасный издевательский сюжет.

## Награды

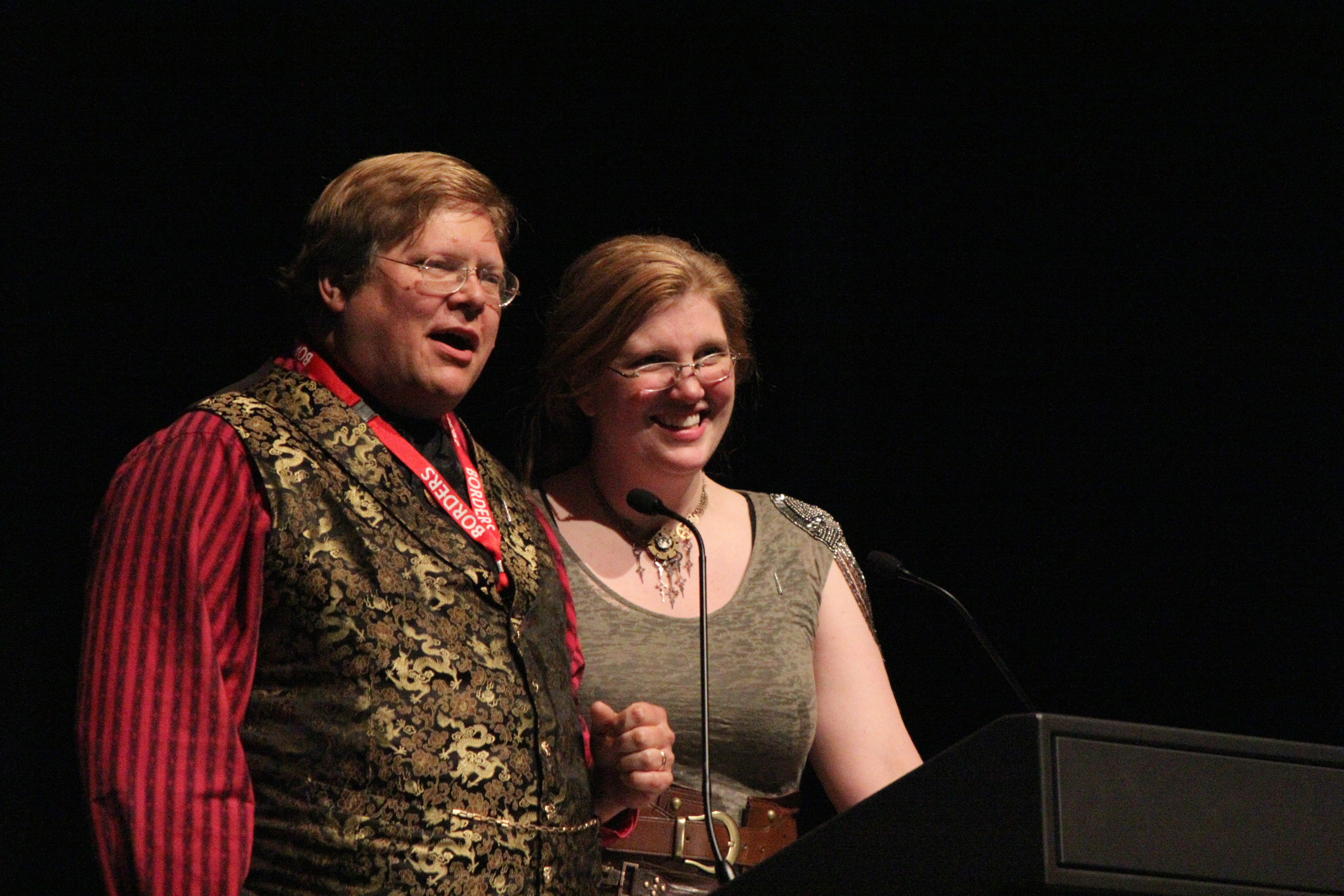
Чета Фоглио на церемонии вручения премии Хьюго 2010.

Комикс Girl Genius получил следующие награды:
- Премия Хьюго:
  - 2011: Лучшая графическая история: Girl Genius, Volume 10: Agatha Heterodyne and the Guardian Muse.[5]
  - 2010: Лучшая графическая история: Girl Genius, Volume 9: Agatha Heterodyne and the Heirs of the Storm.[6]
  - 2009: Лучшая графическая история: Girl Genius, Volume 8: Agatha Heterodyne and the Chapel of Bones.[7]
- Web Cartoonists' Choice Awards:
  - 2008: Outstanding Comic; Outstanding Writer; Outstanding Environment Design.
  - 2007: Outstanding Science Fiction Comic; Outstanding Comic.
  - 2006: Outstanding Story Concept.

## Публикации
- Volume 1: Agatha Heterodyne and the Beetleburg Clank (96 pp) (reprints #1-3)
  - Paperback: ISBN 1-890856-19-3
  - Hardcover: ISBN 1-890856-20-7
- Volume 2: Agatha Heterodyne and the Airship City (112 pp) (reprints #4-6)
  - Paperback: ISBN 1-890856-30-4
  - Hardcover: ISBN 1-890856-31-2
- Volume 3: Agatha Heterodyne and the Monster Engine (128 pp) (reprints #7-9)
  - Paperback: ISBN 1-890856-32-0
  - Hardcover: ISBN 1-890856-33-9
- Volume 4: Agatha Heterodyne and the Circus Of Dreams (128 pp) (reprints #10-13 + April-June 2005 webcomic)
  - Paperback: ISBN 1-890856-36-3
  - Hardcover: ISBN 1-890856-37-1
- Volume 5: Agatha Heterodyne and the Clockwork Princess (112 pp) (reprints webcomic)
  - Paperback: ISBN 1-890856-39-8
  - Hardcover: ISBN 1-890856-38-X
- Volume 6: Agatha Heterodyne and the Golden Trilobite (150 pp) (reprints webcomic)
  - Paperback: ISBN 1-890856-42-8
  - Hardcover: ISBN 1-890856-41-X
- Girl Genius Omnibus Edition Vol 1 (reprints v.1-3 in smaller, black & white edition)
  - ISBN 1-890856-40-1

## Связь с другими работами
- Агату можно найти в GURPS Illuminati University иллюстрированный супругами Foglio, и она даже названа по имени на странице 11. GURPS Girl Genius Sourcebook также находится в разработке.
- Комикс имеет пересечения с такими комиксами, как Girls with Slingshots, Wapsi Square, Gunnerkrigg Court, Arcane Times, Something Positive, Dominic Deegan: Oracle For Hire, Home on the Strange, The Devil's Panties и принадлежащий перу самих Studio Foglio’s Buck Godot ; как и The Order of the Stick, Terry Pratchett’овский Luggage, Namir Deiter, Digger, Freefall, Questionable Content, Lackadaisy и Bob the Angry Flower the next day.